# Makuhari Messe
Le Makuhari Messe (幕張メッセ) est un centre de convention de la ville de Chiba au Japon. Il est situé dans l'arrondissement de Mihama, à côté du Chiba Marine Stadium.

## Histoire
Le Makuhari Messe a été inauguré en 1989 et agrandi en 1997.

## Halls d'exposition
Comprend huit halls événementielle dans la zone dite "Makuhari Messe International Exhibition Center" numérotés de 1 à 8 ainsi que trois salles d'exposition communément appelé "Makuhari Messe Centre International Exhibition Building" numérotés de 9 à 11.

## Événements
- Tokyo Motor Show
- Tokyo Game Show
- Summer Sonic Festival
- Tokyo Auto Salon
- Wonfes

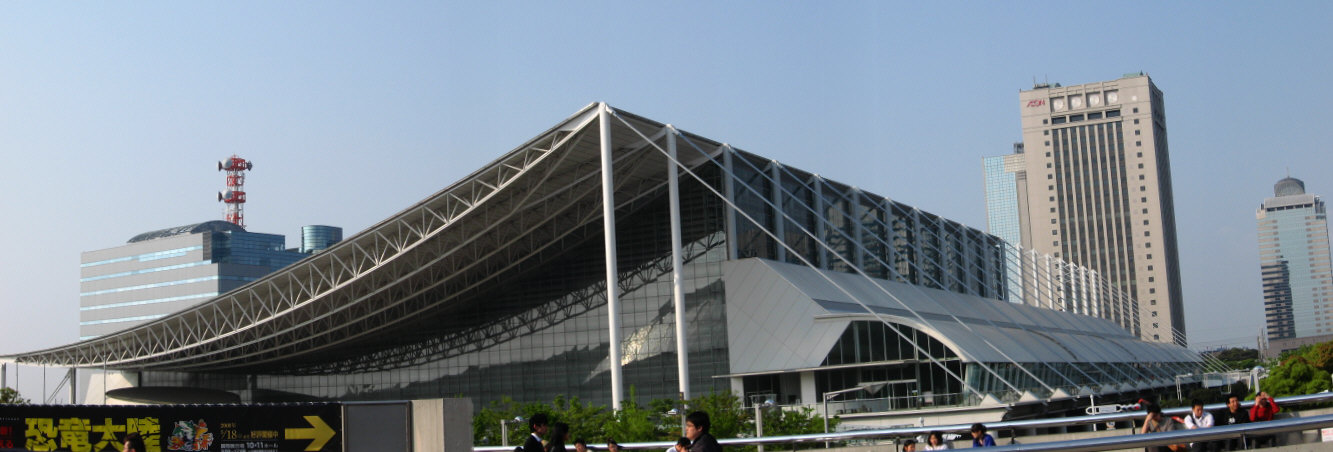
Halls 9 à 11

- Magical Mirai (concert annuel d'Hatsune Miku)
- Trophée NHK 1993
- Jump Festa
- Championnats du monde de patinage artistique 1994
- Olympiades internationales de mathématiques 2023